# Сасхори
Саскхори је мало насеље у клисури Ницхбисистскали у општини Мтскхета у Грузији. Подручје је део традиционалне регије Ертсо-Тианети .

## Популација
У 2014, години становништво је било 332.
| Године | Популација |
| ------ | ---------- |
| 2002   | 351        |
| 2014   | 332        |

## Историјска места
У Саскхорију се налазе три историјске цркве: Црква Марије, Исусове мајке, Црква Светог Ђорђа и Црква Архангела . Стари дворац је коришћен у ратовима за одбрану.